# Formica castanea
Formica castanea é uma espécie de formiga do gênero Formica, pertencente à subfamília Formicinae.